# Драгомировский сельский округ
Драгомировский сельский округ (каз. Драгомиров ауылдық округі) — административная единица в составе Тайыншинского района Северо-Казахстанской области Казахстана. Административный центр — село Драгомировка.
Население — 1519 человек (2009, 1830 в 1999, 2341 в 1989).

## Социальные объекты
По состоянию на 1 июля 2020 года в округе функционируют 4 школы, 4 дошкольных учреждения, 3 клуба, 3 библиотеки, 4 медицинских пункта.

## История
Драгомировский сельский совет образован 26 октября 1934 года. 24 декабря 1993 года решением главы Кокчетавской областной администрации образован Драгомировский сельский округ. В состав сельского округа 14 июля 1997 года была присоединена территория ликвидированного Ивановского сельсовета (сёла Ивангород, Любимовка).

## Состав
В состав округа входят такие населенные пункты:
| Населенный пункт   | Население, человек (1989) | Население, человек (1999) | Население, человек (2009) |
| ------------------ | ------------------------- | ------------------------- | ------------------------- |
| Драгомировка, село | 638                       | 519                       | 524                       |
| Ивангород, село    | 541                       | 424                       | 279                       |
| Любимовка, село    | 485                       | 341                       | 291                       |
| Обуховка, село     | 677                       | 546                       | 425                       |